# Фирлеюв
Фирле́юв (пол. Firlejów) — село в Польше в сельской гмине Михаловице Краковского повета Малопольского воеводства.
Село располагается в 16 км от административного центра воеводства города Краков.
В 1975—1998 годах село входило в состав Краковского воеводства.